# Kaingaue David
Kaingaue David (Tarawa, 20 de març de 1995) és una velocista kiribatiana. Va competir en la competició de 100 metres llisos als Jocs Olímpics d'Estiu de 2012; va córrer els preliminars en 13,61 segons, i no va poder passar la primera ronda.